# Republica Lokot
Republica Lokot (de asemenea Autonomia Lokot, rusă : Локотскoe самоуправление Lokotskoe samoupravleniye) a fost o regiune semi-autonomă, creată pe teritoriul Rusiei Centrale ocupate de trupele germane în intervalul 1941–1943. Administrativ a fost condusă de Konstantin Voskoboinik (octombrie 1941–ianuarie 1942) și Bronislav Kaminski (iulie 1942–august 1943).
Numele derivă de la centrul administrativ al regiunii, așezarea de tip urban Lokot din regiunea Oriol (în prezent în regiunea Briansk). „Autonomia” a acoperit teritorial zona a opt raioane (azi: Brasovsk, Dmitrievsk, Dmitrovsk, Komarici, Navlinsk, Sevsk, Suzemka și Jeleznogorsk) acum împărțită între regiunile Briansk, Oriol și Kursk. „Republica” a servit ca un test pentru un guvern colaboraționist rus sub conducerea SS-ului în Reichkommissariat-ul Moscovei.

## Informații generale

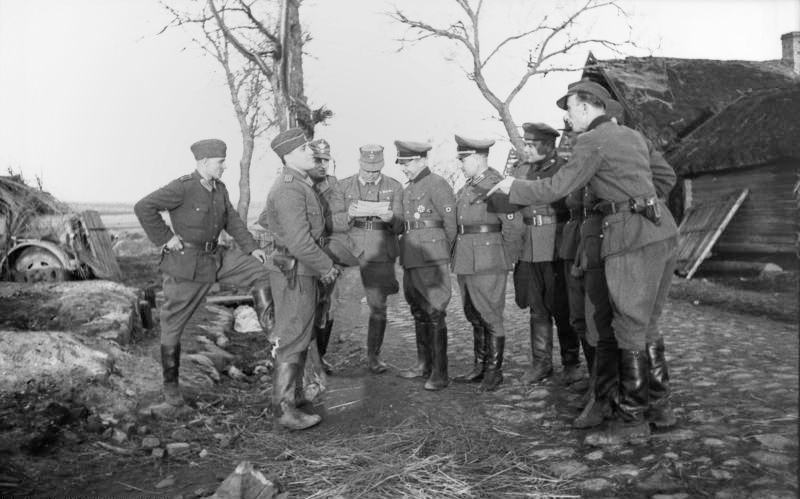
Kaminski alături de soldații RONA

Prin dimensiuile sale, Republica Lokot depășea teritoriul Belgiei. A avut un statut de formațiune statală națională și propriile forțe armate = Armata Populară Rusă de Eliberare (abreviat, RONA), care erau relativ eficiente, fiind create după structura organizatorică a milițiilor populare și constau din 14 batalioane (conform unor surse diverse, de la 12 la 20.000 de soldați). Către momentul evacuării (din cauza avansării sovieticilor) detașamentelor lui Kaminskii (1943) în Lepel, RONA număra 10.000 de oameni. Soldații acesteia au fost împărțiți în 5 regimente de infanterie, înarmate cu 36 arme terestre de artilerie, 2 tancuri KV, 3 tancuri BT, 4 tancuri T-34, 20 de mașini, 15 mortiere și alte câteva arme capturate de la sovietici.
Populația autonomiei a fost de 581.000 de locuitori. În regiune, în ciuda faptului că era un teritoriu ocupat, opera propria sa procedură penală și Codul Penal.
Conform istoricului S.I. Drobiazko, cu supraveghere minimă din partea administrației germane autonomia a făcut pași mari în viața social-economică a „republicii”, din cauza faptului că au fost eliminate colhozurile și a fost introdus un nou sistem de management al taxelor. Confiscate în timpul sovieticilor, proprietățile au fost restituite foștilor proprietari, în caz de pierdere a acesteia se acordau compensații adecvate. Mărimea medie a terenlui unui rezident a republicii era de aproximativ 10 de hectare.
În timpul existenței autonomiei au fost restaurate și puse în funcțiune mai multe întreprinderi industriale angajate în prelucrarea produselor agricole, au fost restaurate bisericile, lucrau 9 spitale și 37 de centre de sănătate ambulatorii, operau 345 de școli și 3 orfelinate, era deschis și un teatru, ce purta numele lui Voskoboinik.
Unitate monetară de bază în autonomiei era rubla sovietică. Bugetul autonomiei a fost format din impozitele asupra populației. Banii era taxați de pe seama tuturor tipurilor de produse agricole, animale, păsări de curte și unelte de pescuit. În medie, fiecare gospodărie achita anual aproximativ 600 de ruble. Mai mult, era percepută asigurarea în caz de incendiu, însă despăgubirea victimelor de incendiu nu era plătită. Toate aceste venituri bugetare erau oficial captate pentru nevoile guvernului și forțelor de poliție locale, în realitate însă se depuneau pentru nevoile Wehrmacht-ului.
De asemenea, se interzicea libera deplasare a localnicilor fără o avizare pozitivă, era impusă starea de asediu; rezidenții erau instruiți să raporteze cu privire la noile sosiri ale civililor în zona respectivă.